# Noriyasu Hirata
Noriyasu Hirata (jap. 平田 典靖, Hirata Noriyasu; * 17. November 1983 in der Präfektur Toyama) ist ein japanischer Badmintonspieler.

## Karriere
Noriyasu Hirata besuchte die Toga-Mittelschule in Nanto, dann die Handwerksoberschule Takaoka und schließlich die Japanische Sporthochschule. Während seines Studiums spielte er im Doppel mit Hajime Komiyama. Beide gewannen 2005 Bronze bei den japanischen Einzelmeisterschaften als auch bei der Welthochschulmeisterschaft. 2006 trat er in das Transportunternehmen Tonami Un’yu ein für deren Werksmannschaft er seitdem spielt.
Noriyasu Hirata wurde bei den Australian Open 2008 Zweiter im Mixed und Dritter im Herrendoppel.
Ein Jahr später gewann er zwei Titel bei den japanischen Einzelmeisterschaften im Herrendoppel mit Hirokatsu Hashimoto und Mixed mit Miyuki Maeda, die er beide 2010 verteidigen konnte. 2009 erkämpfte er sich ebenfalls Bronze im Mixed mit Miyuki Maeda bei den Asienmeisterschaften. Bei den New Zealand Open holte er Silber im Herrendoppel. 2010 gewann er die Osaka International und Dutch Open im Herrendoppel und holte sich den dritten Platz er bei den Korea Open im Mixed und im Doppel bei den Swiss Open.

## Sportliche Erfolge
| Saison | Veranstaltung                | Disziplin    | Platz | Name                                  |
| ------ | ---------------------------- | ------------ | ----- | ------------------------------------- |
| 2005   | Welthochschulmeisterschaften | Herrendoppel | 3     | Noriyasu Hirata / Hajime Komiyama     |
| 2005   | Japan: Einzelmeisterschaften | Herrendoppel | 3     | Noriyasu Hirata / Hajime Komiyama     |
| 2008   | Australia Open               | Mixed        | 2     | Noriyasu Hirata / Shizuka Matsuo      |
| 2008   | Australia Open               | Herrendoppel | 3     | Noriyasu Hirata / Takatoshi Kurose    |
| 2009   | Japan: Einzelmeisterschaften | Mixed        | 1     | Noriyasu Hirata / Miyuki Maeda        |
| 2009   | Japan: Einzelmeisterschaften | Herrendoppel | 1     | Noriyasu Hirata / Hirokatsu Hashimoto |
| 2009   | Asienmeisterschaft           | Mixed        | 3     | Noriyasu Hirata / Miyuki Maeda        |
| 2009   | New Zealand Open             | Herrendoppel | 2     | Noriyasu Hirata / Hirokatsu Hashimoto |
| 2010   | Japan: Einzelmeisterschaften | Mixed        | 1     | Noriyasu Hirata / Miyuki Maeda        |
| 2010   | Japan: Einzelmeisterschaften | Herrendoppel | 1     | Noriyasu Hirata / Hirokatsu Hashimoto |
| 2010   | Dutch Open                   | Herrendoppel | 1     | Noriyasu Hirata / Hirokatsu Hashimoto |
| 2010   | Korea Open                   | Mixed        | 3     | Noriyasu Hirata / Miyuki Maeda        |
| 2010   | Osaka International          | Herrendoppel | 1     | Noriyasu Hirata / Hirokatsu Hashimoto |
| 2010   | Swiss Open                   | Herrendoppel | 3     | Noriyasu Hirata / Hirokatsu Hashimoto |